# Nicolò Marini
Nicolò Marini, italijanski rimskokatoliški duhovnik, škof in kardinal, * 20. avgust 1843, Rim, † 7. julij 1923.

## Življenjepis
26. junija 1866 je prejel duhovniško posvečenje.
4. decembra 1916 je bil povzdignjen v kardinala in imenovan za kardinal-diakona S. Maria in Domnica.
29. novembra 1917 je bil imenovan za tajnika Kongregacije za vzhodne cerkve.
Upokojil se je leta 1922.